# A Head in the Polls
«A Head in the Polls» (укр. «Голова на виборах») — третя серія другого сезону анімаційного серіалу «Футурама», що вийшла в ефір у Північній Америці 12 грудня 1999 року.

Автор сценарію: Дж. Стюарт Бернс.

Режисер: Брет Гааланд.

## Сюжет
Наближаються вибори президента Землі, в який змагаються два кандидати — ідентичні клони Джек Джонсон і його «запеклий суперник» Джон Джексон. Команда «Міжпланетного експреса» вирушає на реєстрацію виборців. Тим часом на титановій шахті на Титані стається аварія, внаслідок якої ціни на титан на світовому ринку катастрофічно підвищуються. Бендер, який на 40% складається з титану, вирішує скористатися з цього шансу, і закладає своє тіло в ломбарді.
Перетворившись на голову з пачкою грошей у зубах, Бендер з насолодою віддається новому — заможнішому — стилю життя. Завітавши до Зали Президентів у Музеї людських голів, Бендер бесідує з головою Річарда Ніксона, який швидко руйнує його райдужні уявлення про життя без тіла. Наступного дня у ломбарді Бендер вимагає своє тіло назад, але дізнається, що воно вже було продане. Місцезнаходження бендерового тіла  з’ясовується дуже швидко: на телебаченні з’являється Ніксон, який оголошує про намір взяти участь у президентських виборах, скориставшись тілом Бендера (в такий спосіб він не порушує конституційне положення про те, що «жодна людина не може бути обраною президентом більше, ніж двічі»).
Фрай, Ліла і Бендер їдуть до Вашингтона, щоби зупинити Ніксона і забрати в нього бендерове тіло. Перша зустріч з Ніксоном успіху не приносить, тому вночі друзі пробираються до готелю «Вотерґейт», де зупинився кандидат. Лілі вдається непомітно від‘єднати ніксонову голову від металевого тіла, поки він спить, але Фрай випадково пробуджує його. Із цинізмом та зловтіхою Ніксон розповідає про свої майбутні плани: продавати органи дітей у зоопарки для харчування тварин, ночами вдиратися у будинки людей і «все трощити». Але Бендер записує цю розмову. Розуміючи, що розголошення поставить хрест на його політичній кар'єрі, Ніксон погоджується обміняти касету на тіло Бендера.
На виборах Ніксон перемагає з перевагою в один голос. Йому вдалося завоювати голоси роботів, приєднавши свою голову до нового тіла — тіла велетенського бойового робота. Ліла і Фрай забули проголосувати, а Бендер, як колишній правопорушник, права голосу не має. Серія закінчується сценою, в якій Ніксон рухається через Вашингтон у напрямку до Білого дому у супроводі агентів таємної служби, нищачи все на своєму шляху.

## Політичні партії
У серії згадуюься такі політичні партії майбутнього:
- Чудорліканці
- «Одна клітина — один голос»
- Зелена Партія (складається з інопланетян зеленого кольору)
- Партія Мозкових Присосок
- «Чуваки за легалізацію коноплі»
- «Люди за етичне ставлення до людей»
- Національна асоціація променевої зброї
- Антисоціалісти
- «За апатію»

## Виробництво
- Коли група проходить через залу Музею голів, у секції «Телезірки» помітно голову Кеті Сейґал — актриси, що озвучує Лілу.
- У сні Бендера серед нулів і одиниць двійкового коду у нижньому ряду з’являється цифра 2. В останньому кадрі код передає речення «get a life» (англ. багатозначний вираз, який можна перекласти як «не будь роззявою», «займися справами», «схаменися»).

## Пародії, алюзії, цікаві факти
- Телешоу «Страшні двері», яке Фрай і Бендер дивляться на початку серії, пародіює фантастичний серіал «Зона сутінок». Серед книг на полиці у бібліотеці, яка показана в шоу, помітні «2984» (алюзія на роман Джорджа Орвелла «1984») і «Новіший Заповіт».
- Назва партії «Одна клітина — один голос» — алюзія на відоме гасло боротьби проти обмежень у виборчому праві «Одна людина — один голос».
- Замовляючи собі мартіні, Бендер просить: «Струсіть, але не змішуйте» (одна з «фірмових» фраз Джеймса Бонда).
- Виступаючи на телебаченні, Ніксон проспівує під гітару два останні рядки пісні гурту Jefferson Airplane «White Rabbit » («Білий кролик»).
- Серія містить чимало посилань на справжню політичну кар'єру Річарда Ніксона, включно з розгортанням частини подій у готелі «Вотерґейт».
- Бендер називає першого в історії президента-робота «Джон Квінсі Рахівниця» (англ. «John Quincy Adding-Machine») — алюзія на ім’я шостого президента США Джона Квінсі Адамса.

## Особливості українського перекладу
- У мовленні Річарда Ніксона трапляються алюзії на риторику і елементи передвиборчої програми третього президента України Віктора Ющенка: фраза «Я роблю 10 кроків назустріч вам, тупі хіпаки» (алюзія на назву передвиборчої програми 2004 року «Десять кроків назустріч людям»), « Я — голова тіла, чиї руки не крали» (пародія на відому цитату з промови президента «Ці руки нічого не крали»), а також переклад рядків із пісні Jefferson Airplane: «Пам’ятай, що каже бджілка: / Нагодуй свою голівку» (в оригіналі: «Remember what the dormouse said / Feed your head!») — натяк на захоплення Віктора Ющенка бджільництвом.
- У цій серії мозкові присоски називаються «п’явками мозку».